# Jurinea exuberans
Jurinea exuberans là một loài thực vật có hoa trong họ Cúc. Loài này được (Trautv.) Sosn. mô tả khoa học đầu tiên năm 1926.